# Beilicato di Erzincan
Il Beilicato di Erzincan fu un principato (in turco beylik) dell'Anatolia orientale, nell'odierna Turchia nel XIV e all'inizio del XV secolo.

## Sfondo
Dopo la battaglia di Kösedağ nel 1243, i mongoli ilkhanidi divennero i governanti de facto dell'Anatolia. Tuttavia, dopo la disintegrazione degli Ilkhanidi nel XIV secolo, gli ex generali e burocrati degli Ilkhanidi, nonché le tribù sotto il giogo Ilkhanide, dichiararono l'indipendenza. Il beilicato di Erzincan fu uno tra questi.

## Nascita del beilicato
Erzincan era una città della frontiera orientale del beilicato di Eretna. Pir Hüseyin, il governatore della città morì nel 1379 e un certo Mutaharten (noto anche come Trata o Tahirten) lo sostituì. La sua origine è oscura ma probabilmente era di origine uigura e parente del bey degli Eretnidi. (Gli uiguri prestavano servizio come burocrati negli stati mongoli.) Dopo l'interregno di Eretna nel 1380, dichiarò l'indipendenza. Tuttavia, dopo che Kadi Burhanettin si dichiarò sovrano dell'ex territorio degli Eretnidi nel 1381, Mutaherten si vide in una situazione difficile: tutti i suoi vicini, vale a dire i domini di Burhanettin, l'Impero di Trebisonda, il Regno di Georgia, il Sultanato di Ak koyunlu, ecc. erano più potenti del suo piccolo principato. Per tale ragione adottò una politica di intrighi per proteggere l'indipendenza.

## Gli ultimi anni di Mutaherten
Burhanettin morì nel 1398 ma il sultano ottomano Beyazit I annesse gli ex territori di Eretna al suo regno e iniziò a minacciare il beilicato di Eretna. L'invasione dell'Anatolia da parte di Tamerlano all'inizio del XV secolo rappresentò un breve periodo di sollievo per Mutaherten che accettò prontamente la sovranità di Tamerlano. Tuttavia poco dopo la battaglia di Ancyra nel 1402, Tsmerlano vittorioso lasciò l'Anatolia. L'anno successivo Mutaherten morì.

## Gli ultimi anni del beilicato
Dopo la sua morte il beilicato cessò di svolgere qualsiasi ruolo negli affari dell'Anatolia. Secondo Ruy González de Clavijo, un inviato spagnolo a Tamerlano, il nipote di Mutaherten, Ali, cercò di succedergli. Il figlio di Mutaherten tuttavia (il cui nome non è noto) è stato in grado di salire al trono. Nel 1410 Şeyh Hasan, nipote di Mutaherten, era il governatore della città. Kara Yusuf, il sultano di Kara Koyunlu, catturò Erzincan e pose fine al beilicato.